# Арамлия
Арамлия е най-високият връх на Чудинска планина. Надморската му височина е 1497 м. Принадлежи към Милевско-Конявската планинска група в историко-географската област Краище. Върхът е част от планинските първенци на България.